# Castilleja parviflora
Castilleja parviflora là loài thực vật có hoa thuộc họ Cỏ chổi. Loài này được Bong. mô tả khoa học đầu tiên năm 1840.

## Hình ảnh

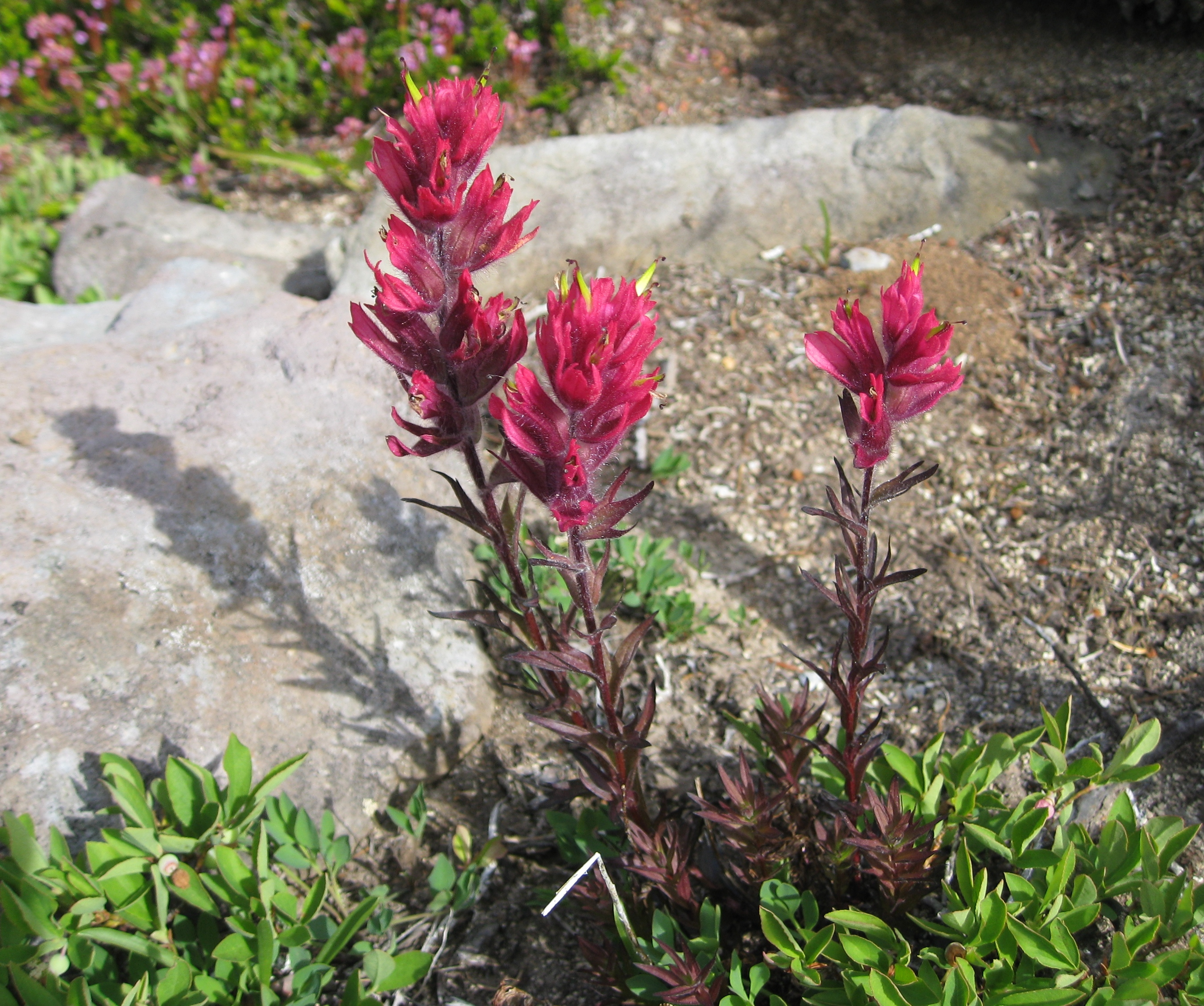
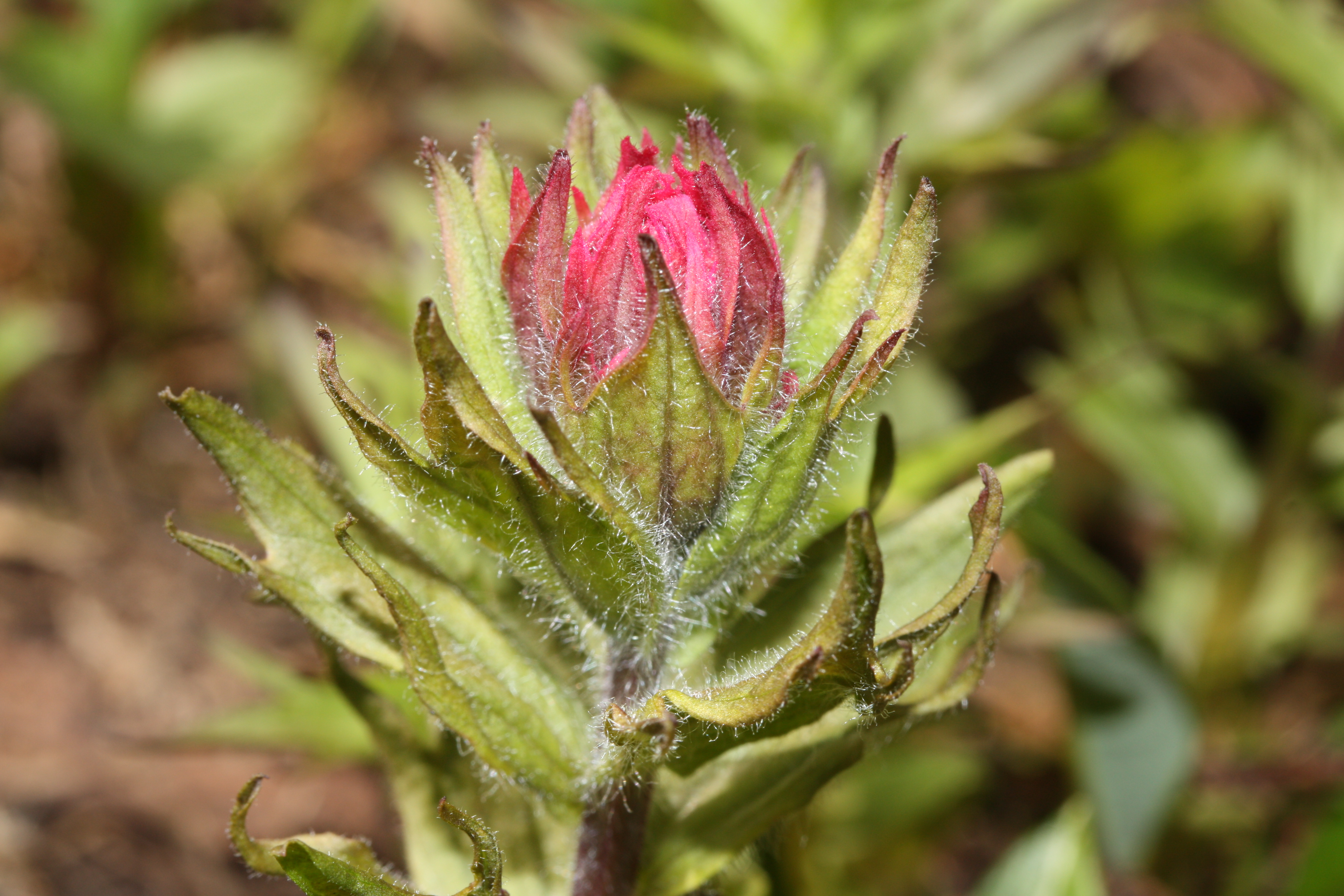
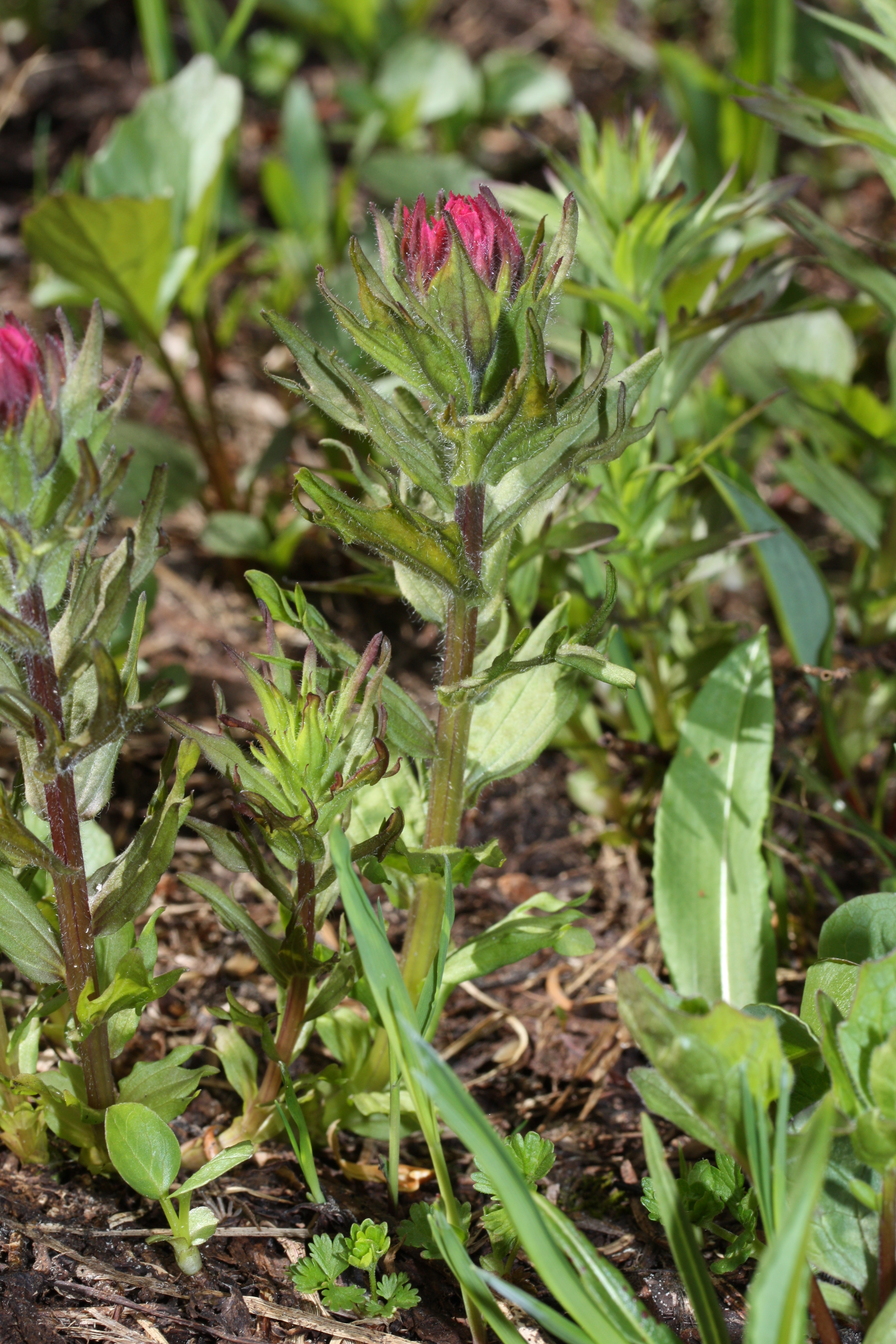
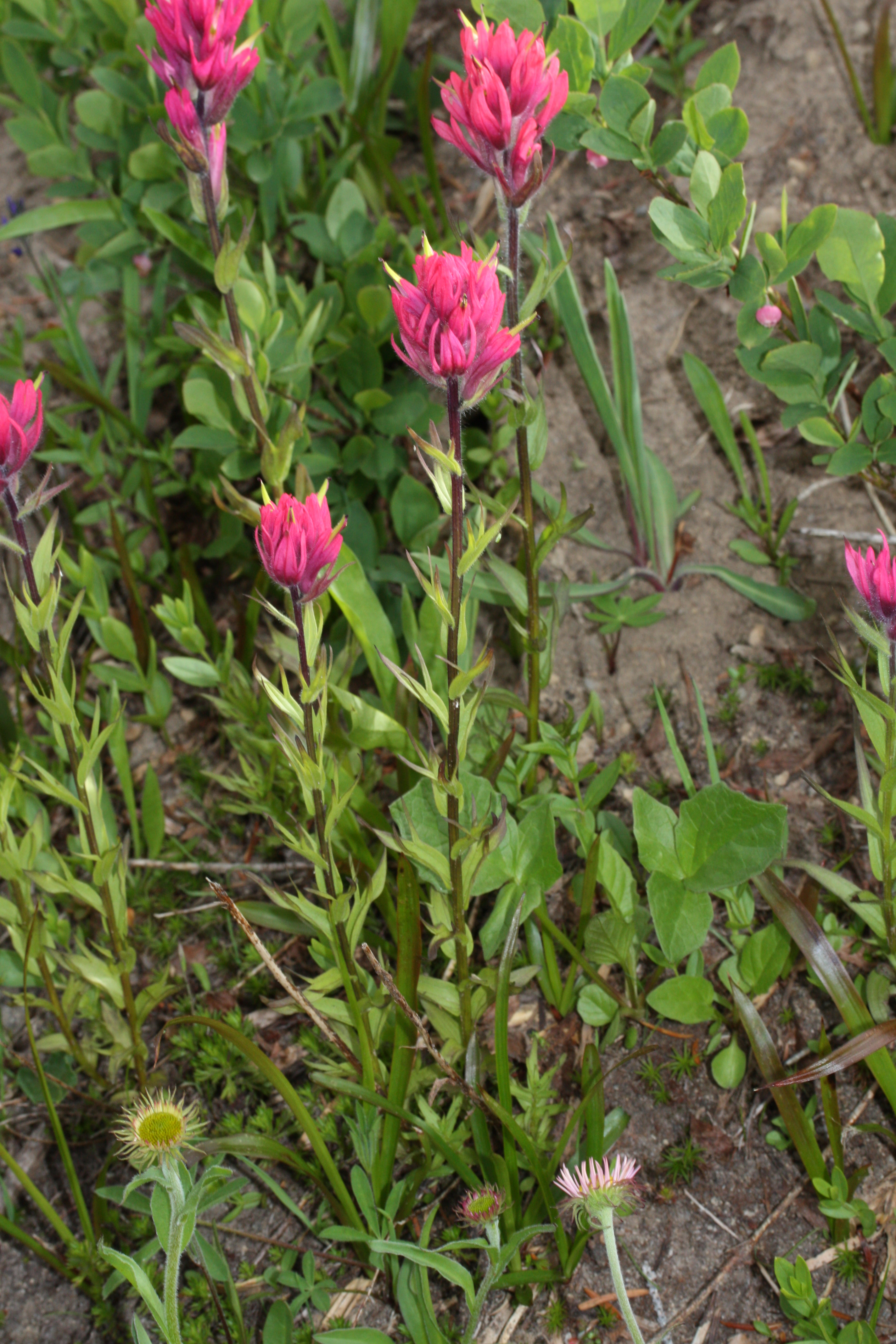